# Bělský les
Lesopark Bělský les (přezdívaný Bělák) se rozkládá se na ploše 160 ha v městských obvodech Stará Bělá a Ostrava-Jih (v částech Výškovice a Zábřeh). Je protkán hustou sítí pěších cest a prochází jím několik cyklostezek. Koná se v něm řada sportovních a kulturních akcí. Podle lesa je pojmenovaná i nedaleko východně ležící sídlištní čtvrť Bělský Les, na jejíž území však les nezasahuje. 

## Výukový areál

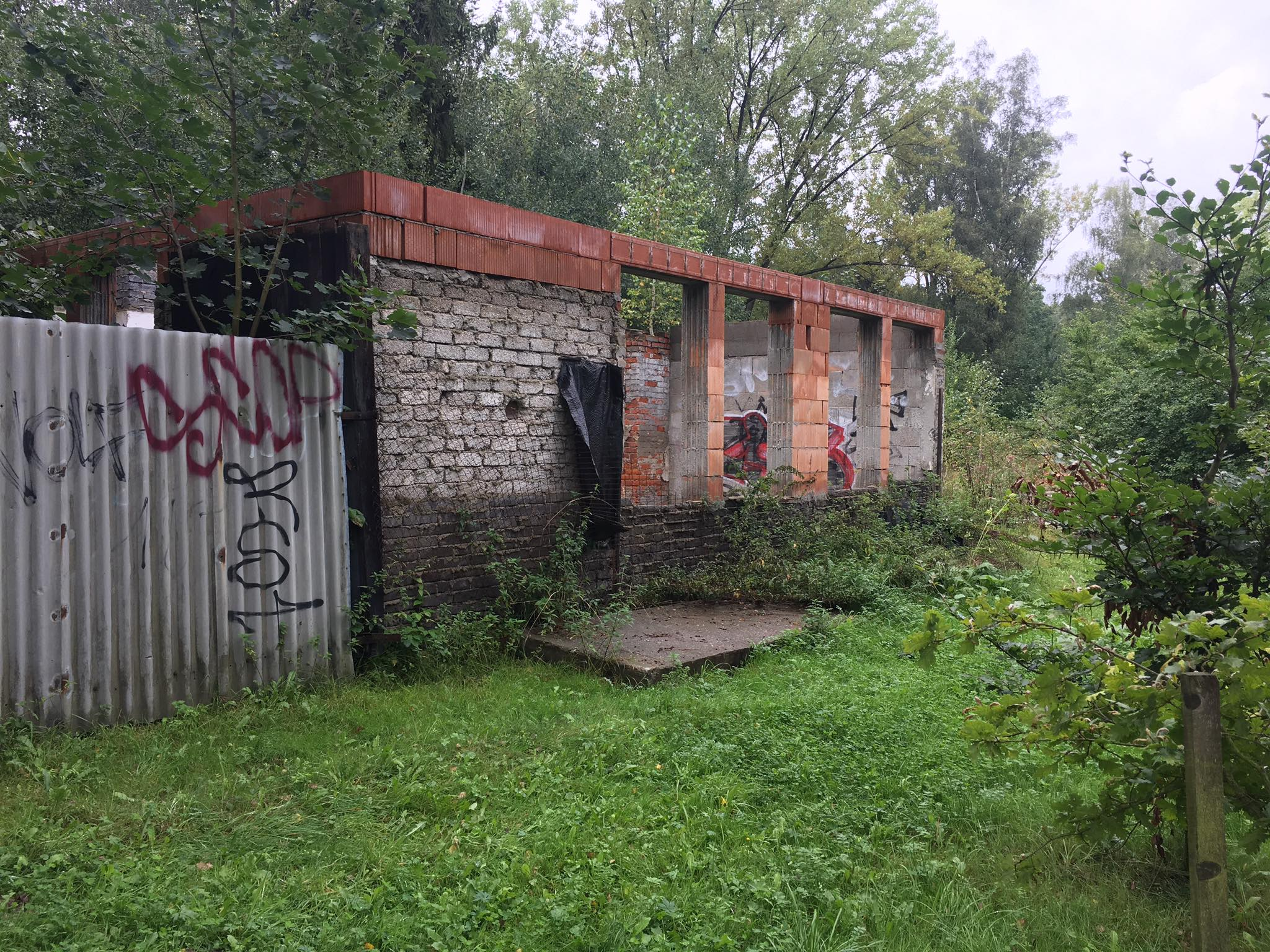
Oblast bývalých kasáren ČSLA

Součástí lesa kdysi bývala i kasárna, která byla roku 2005 rekonstruována a nyní slouží jako lesní škola, avšak východní část kasáren byla zcela zbourána a ve volných prostorech se započalo se stavbou výukového areálu. Tomu se o pár let dostalo výrazného rozšíření hned v několika projektech. Nejvýznamnější z nich jsou Regenerace brownfields a Rozšíření výukového areálu Bělský les — výsadba zeleně a výukové centrum. Všechny tři projekty se realizovaly v letech 2013 až 2015. Během projektu Regenerace brownfields bylo provedeno odstranění nevhodných betonových ploch, komunikací, demolice nevhodných drobných staveb, ale také vybudování nových stezek. Projekty Rozšíření výukového areálu Bělský les — výsadba zeleně a výukové centrum si za cíl kladly obnovu vegetačních prvků po bývalých kasárnách, tudíž bylo vysazeno přes 5000 nových stromů a keřů. Dále bylo podél stezky, v rámci výukového centra, umístěno několik naučných cedulí, které přibližují návštěvníkům lesa místní flóru a faunu. V areálu bylo vybudováno celkem pět altánů, přičemž dva z nich mohou být využity pro veřejné opékání či grilování. Pro nevidomé návštěvníky byl zřízen jeden informační kiosek, který se nachází na začátku stezky a umožňuje přehrávání audionahrávky, která je dostupná ve čtyřech jazycích, a to v češtině, polštině, němčině a angličtině.

## Využití pro veřejnost
Prostory Bělského lesa jsou veřejností široce využívány pro mnohé účely jako je např. sportování, stravování, kulturní akce anebo jen obyčejné procházky či jiný druh relaxace, při kterých je možno se i vzdělávat díky výukovým cedulím.

### Sport

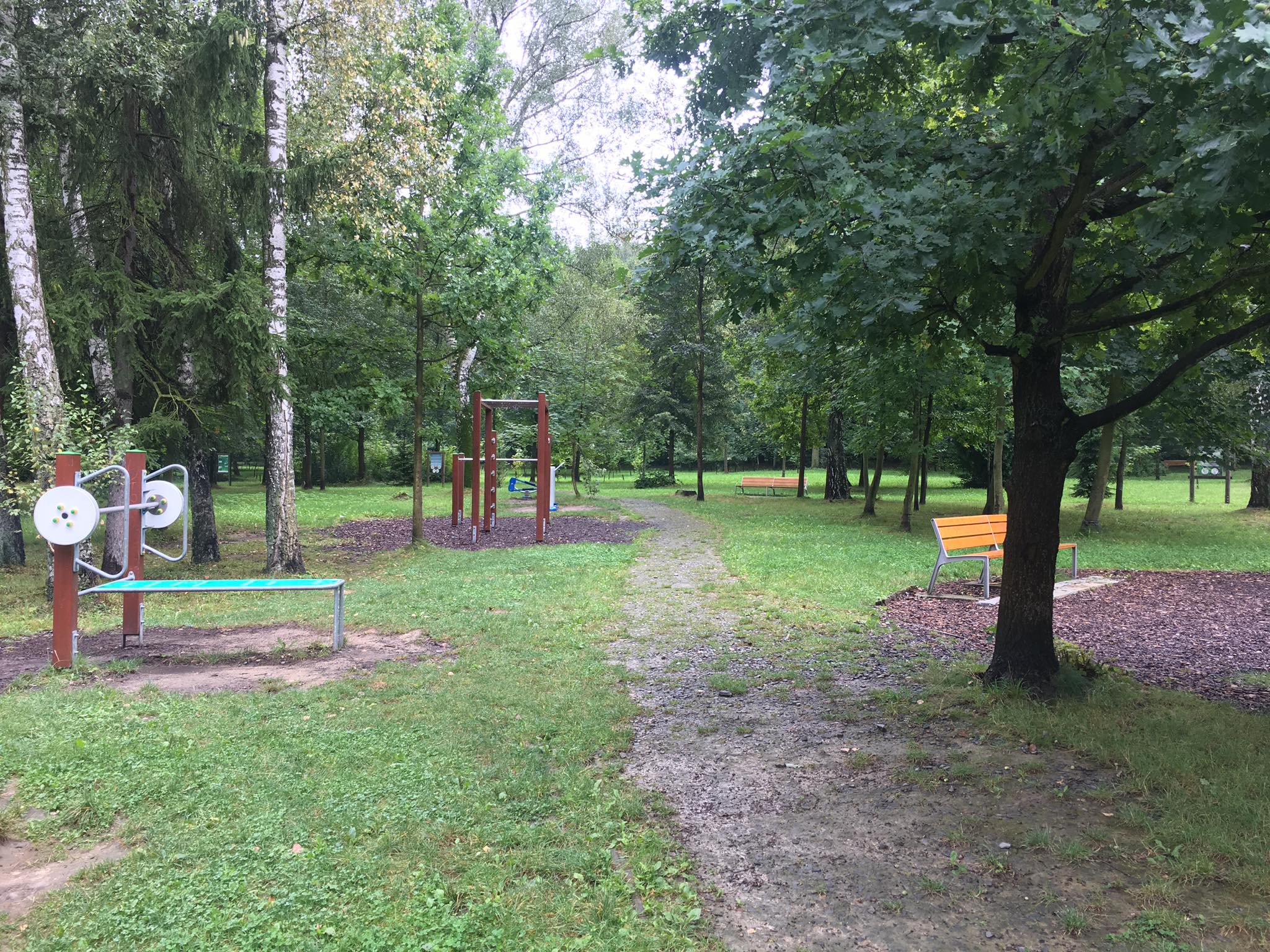
Workout hřiště v Bělském lese

Pro sportování se prostory lesa přímo nabízí. Lesem se totiž proplétá velké množství asfaltových i přírodních cest, které lze využít pro cyklistiku, in-line bruslení či běh. Nejvyužívanější je cesta, která spojuje ostravské městské části Zábřeh a Hrabůvka, neboť je ze všech tras nejlépe osvětlená, tudíž ji využívá velká část sportovců i v noci. Nedaleko této cesty je výukový areál, jehož součástí je i menší workout hřiště, které nabízí několik hrazd pro trénování shybů, lavičku uzpůsobenou pro sedy lehy, stepper a bench-press. V jižní části lesa se nachází pro sportovce běžecký okruh (známý též jako areál zdraví), jehož délka je necelý kilometr. Podél běžecké trasy stojí stanoviště, která mohou běh doplnit o jednotlivé posilovací či vytrvalostní cviky — dřep, shyb, šplh, sprint přes překážky, výpady a další. Ve středu okruhu, mimo běžeckou trasu, jsou i branky, kde se dá zahrát kopaná. Vedle Bělského lesa se nachází akvapark, který nabízí, mimo plavání, i možnost si zahrát tenis, volejbal, nohejbal a jiné sporty. Nedaleko akvaparku je minigolf.                                    

### Stravování
Blízko lesa či přímo v něm se nachází několik menších restauračních zařízení, ve kterých je možné se občerstvit. Veřejnost taktéž využívá altány, které jsou uzpůsobeny pro veřejné grilování, přičemž se nemusí starat o dřevo. To totiž zajišťují pracovníci lesa.

### Starobělské Lurdy
Nejznámější sportovní akcí v Bělském lese jsou Starobělské Lurdy, které se konají zpravidla na podzim každého roku. Zúčastnit se může každý a cílem této akce je ukázat, že „i pomalý běh je lepší než žádný“, což je vlastně zároveň mottem této soutěže.

### Relaxace

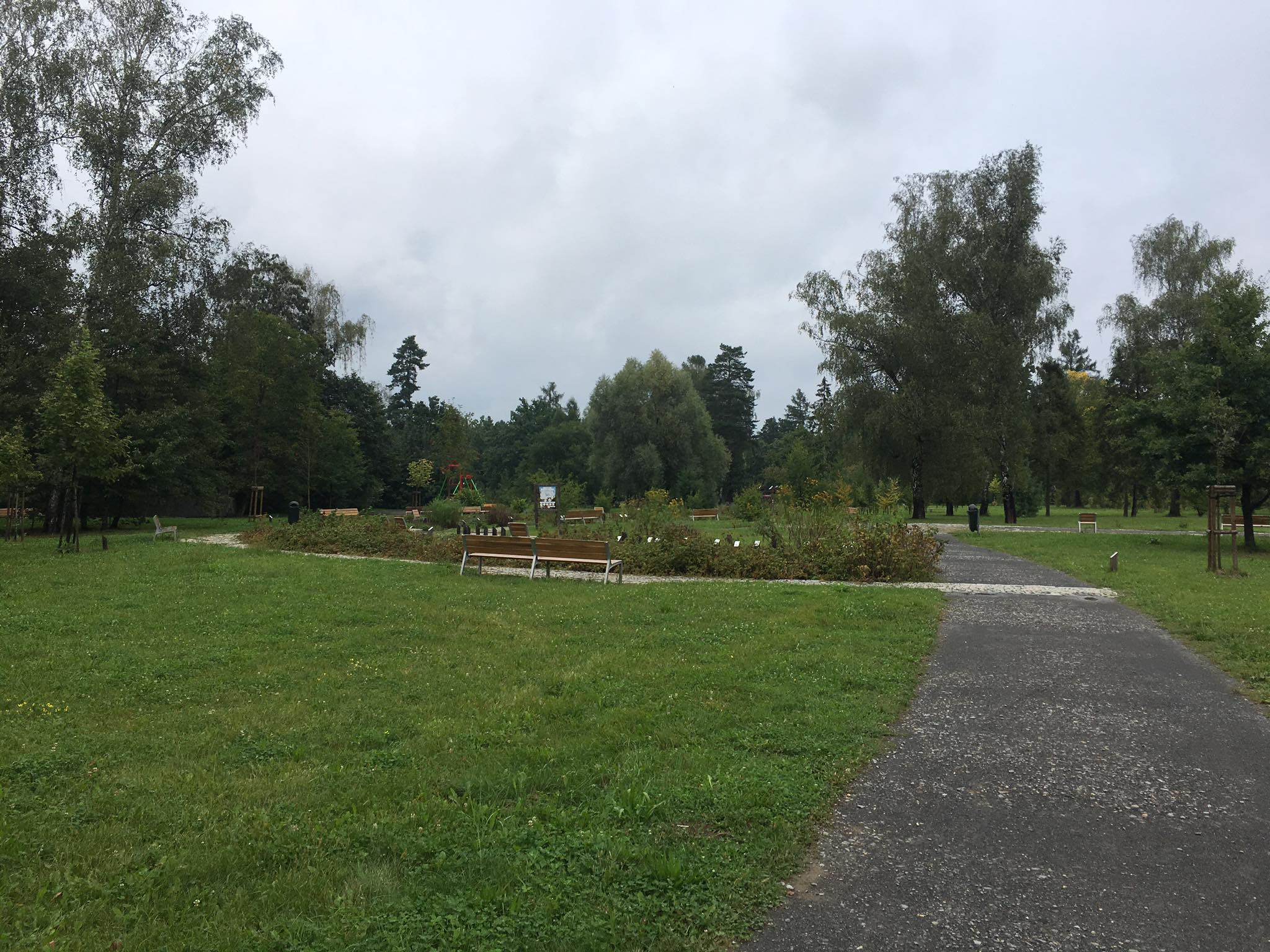
Výukový areál je oblíbeným místem pro odpočinek

Mnoho občanů města a turistů les využívá jenom k procházkám či jiné relaxační činnosti. V Bělském lese je nachází desítky laviček, kde je možné si v přírodě odpočinout. Mladší návštěvníci mohou využít dětská hřiště a lanové centrum. Atraktivní částí lesa je i  půlkilometrová křížová cesta, vybudovaná roku 2019, která nabízí celkem čtrnáct zastavení spojených s událostmi ukřižování Ježíše. Mezi další atraktivní místa patří několik studánek, můstků, Lurdská kaplička, turistický přístřešek, Areál pevných kontrol pro orientační běh a další.

## Flóra
Výukový areál Bělského lesa blíže seznamuje návštěvníky s bohatou flórou lesa. Převládajícím typem lesa je listnatý les, který pokrývá téměř polovinu celkové plochy. Typickými zástupci flóry může být kdouloň obecná, oman pravý, hluchavka bílá, kozlík lékařský, smrk ztepilý, jeřáb obecný, popenec obecný, hadinec obecný, jitrocel kopinatý, štětka lesní, dub letní, bříza bílá, javor mléč, třešeň ptačí, modřín opadavý, buk lesní a mnoho dalších.

## Vandalismus
V březnu 2021 opakovaně došlo k poškození naučné Surikatí stezky pro mládež, kdy neznámý pachatel atrakce a informační cedule posprejoval hákovými kříži. Starosta Ostravy-Jihu Martin Bednář vandalský čin odsoudil a zároveň vyhlásil finanční odměnu pro toho, kdo poskytne bližší informace, které povedou k zadržení pachatele.

## Galerie

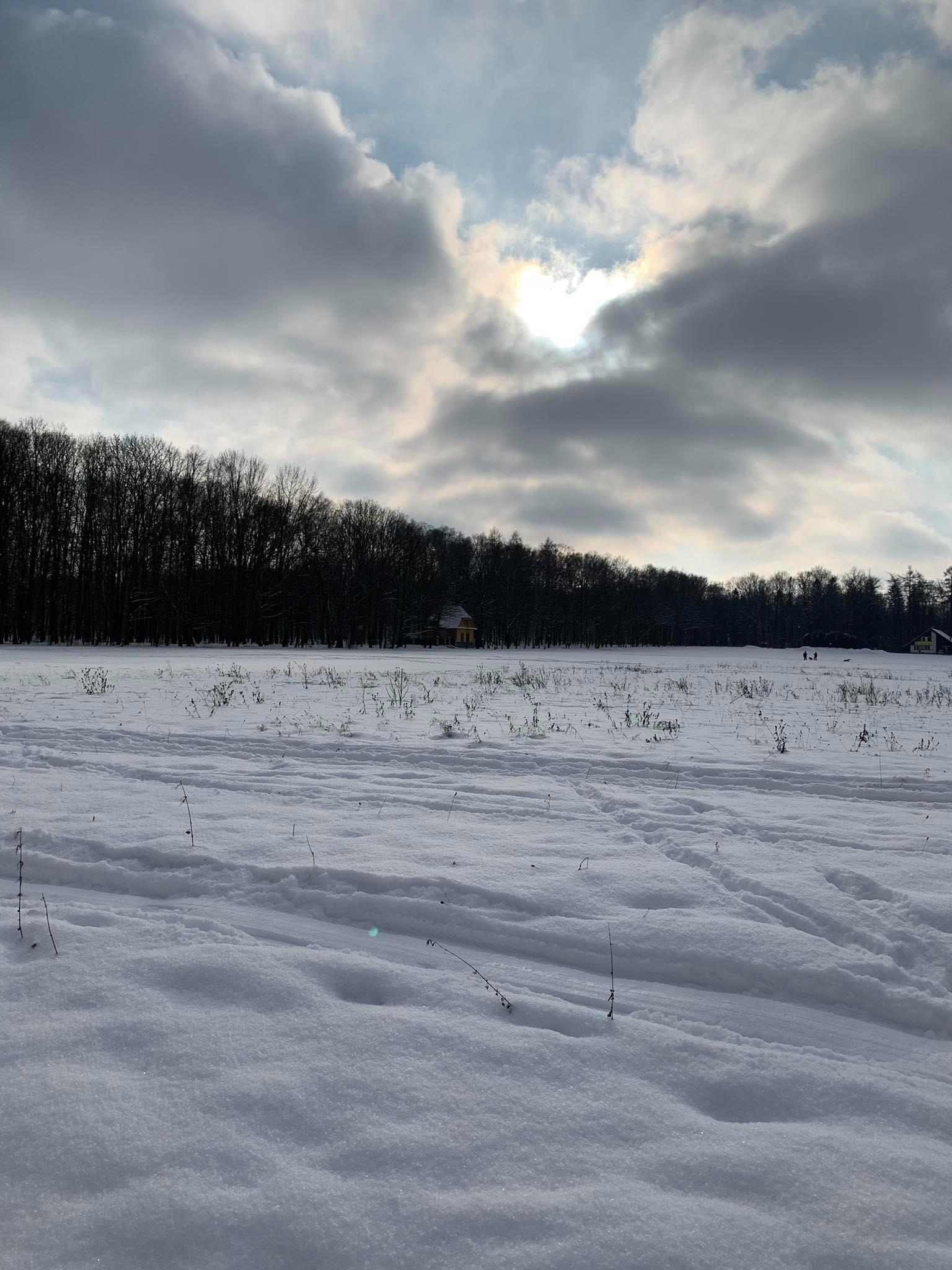
Pohled na Bělský les v zimě
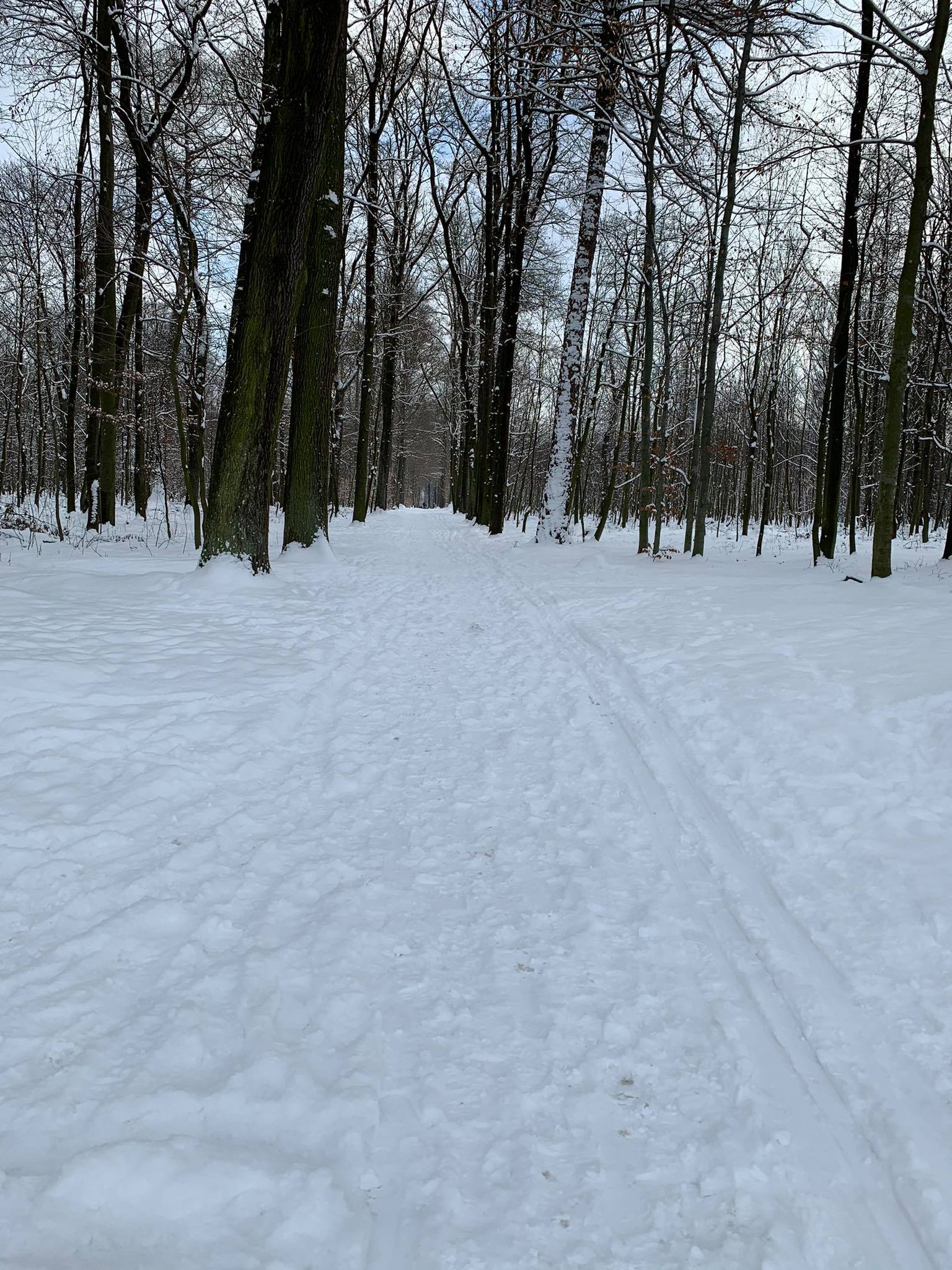
Zasněžená cesta v Bělském lese
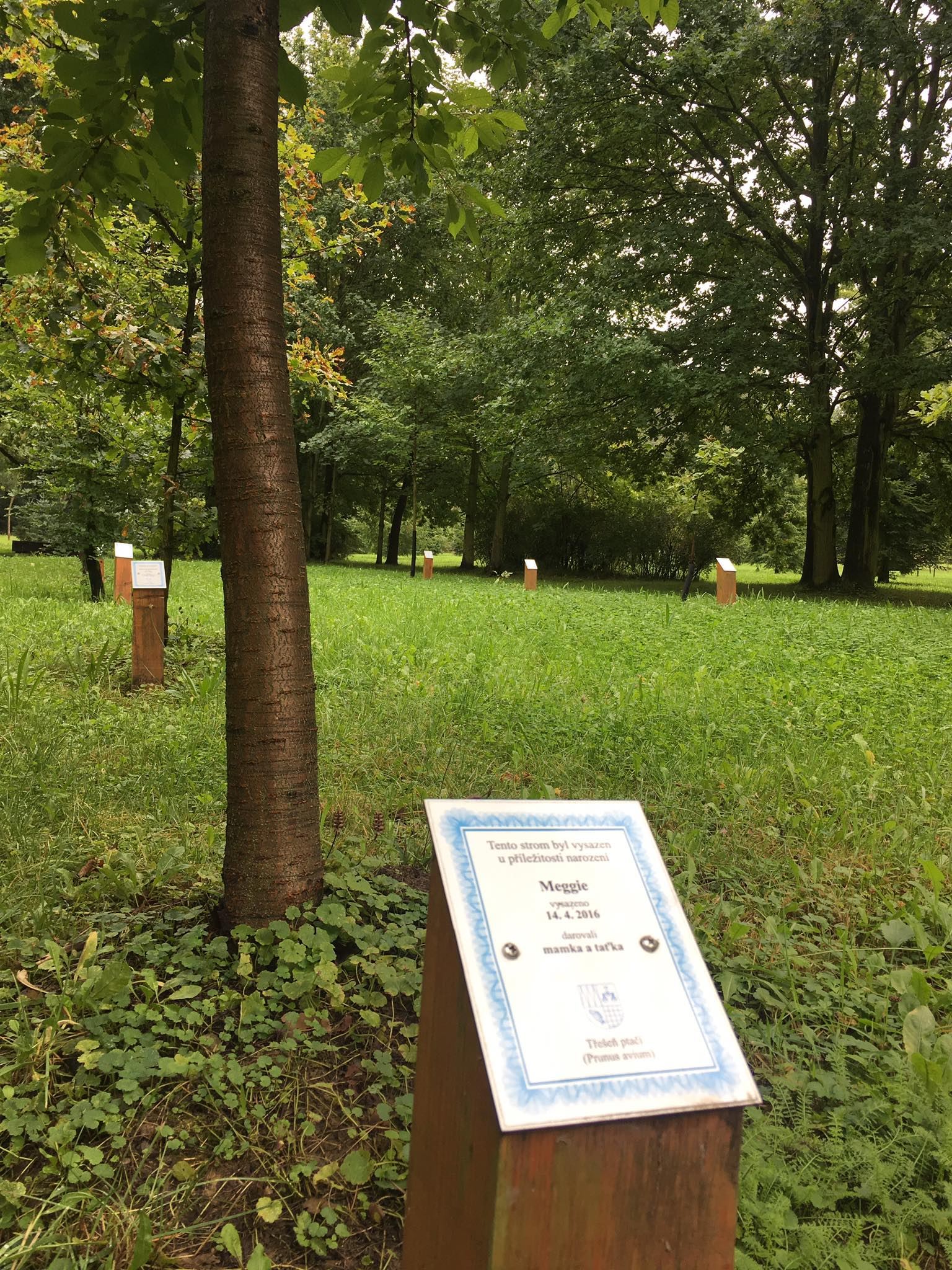
Lesopark umožňuje sázet stromy i široké veřejnosti
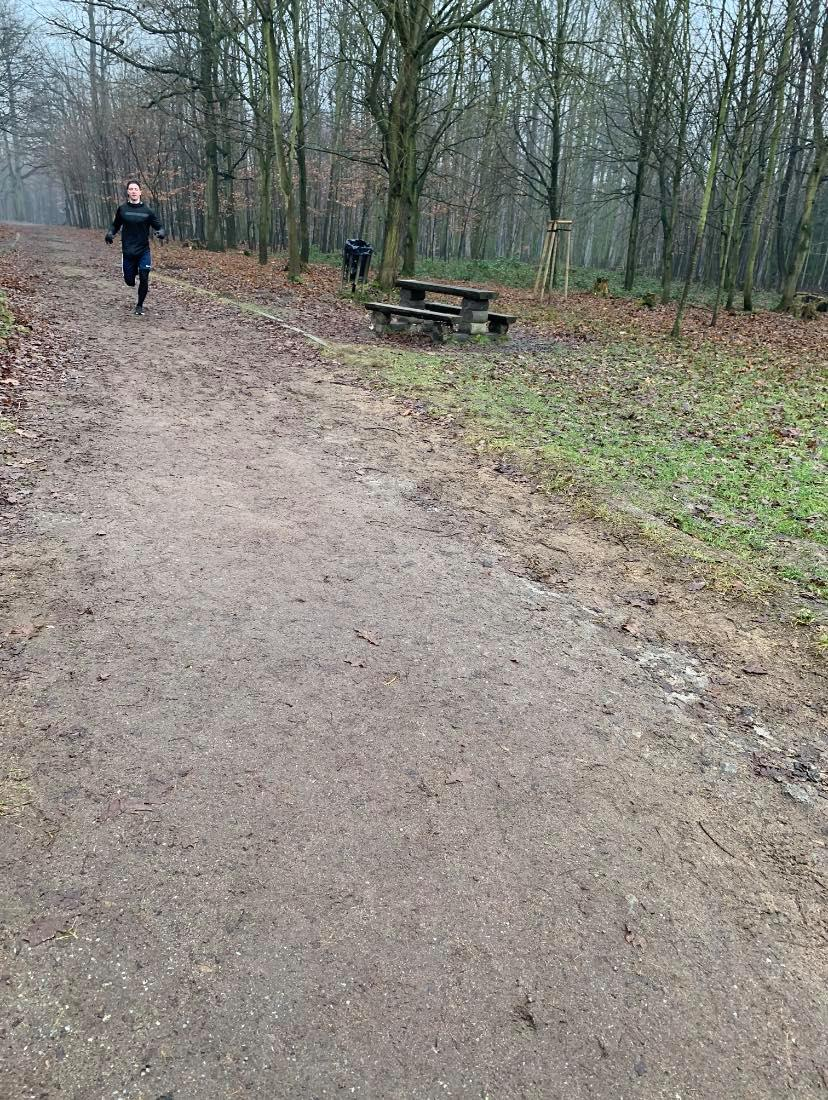
Běžecký okruh v lese
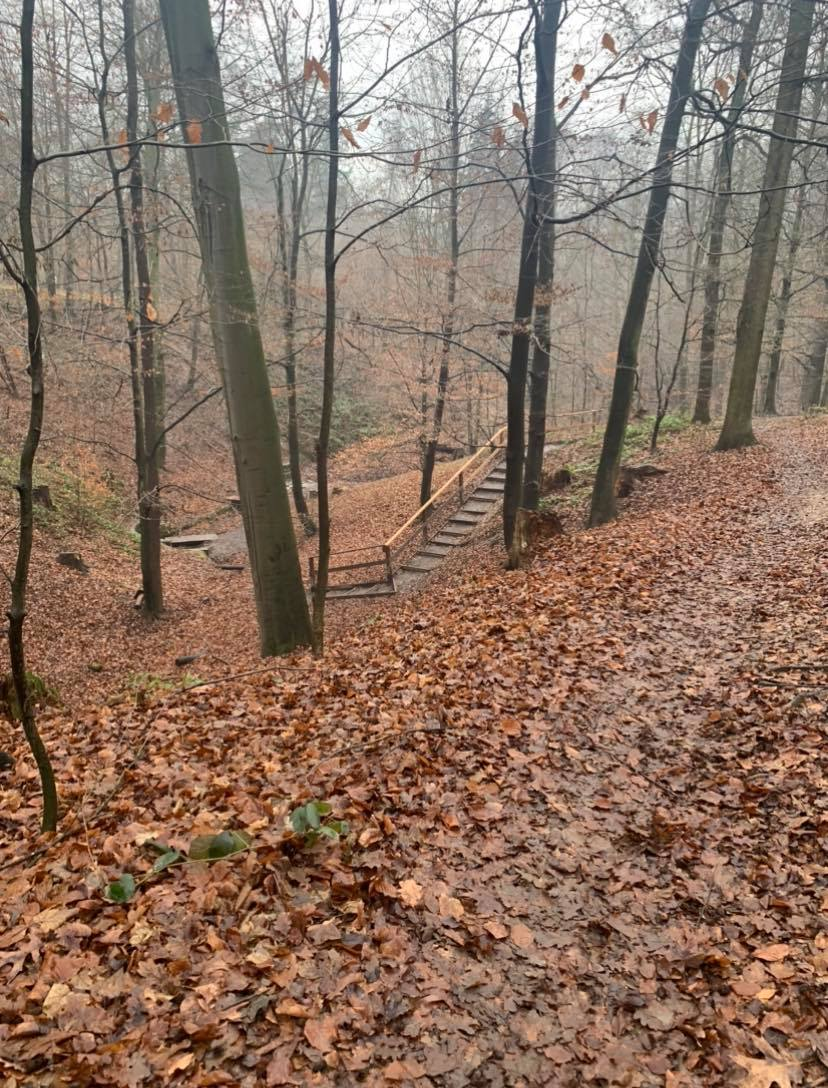
Cesta ke studánce
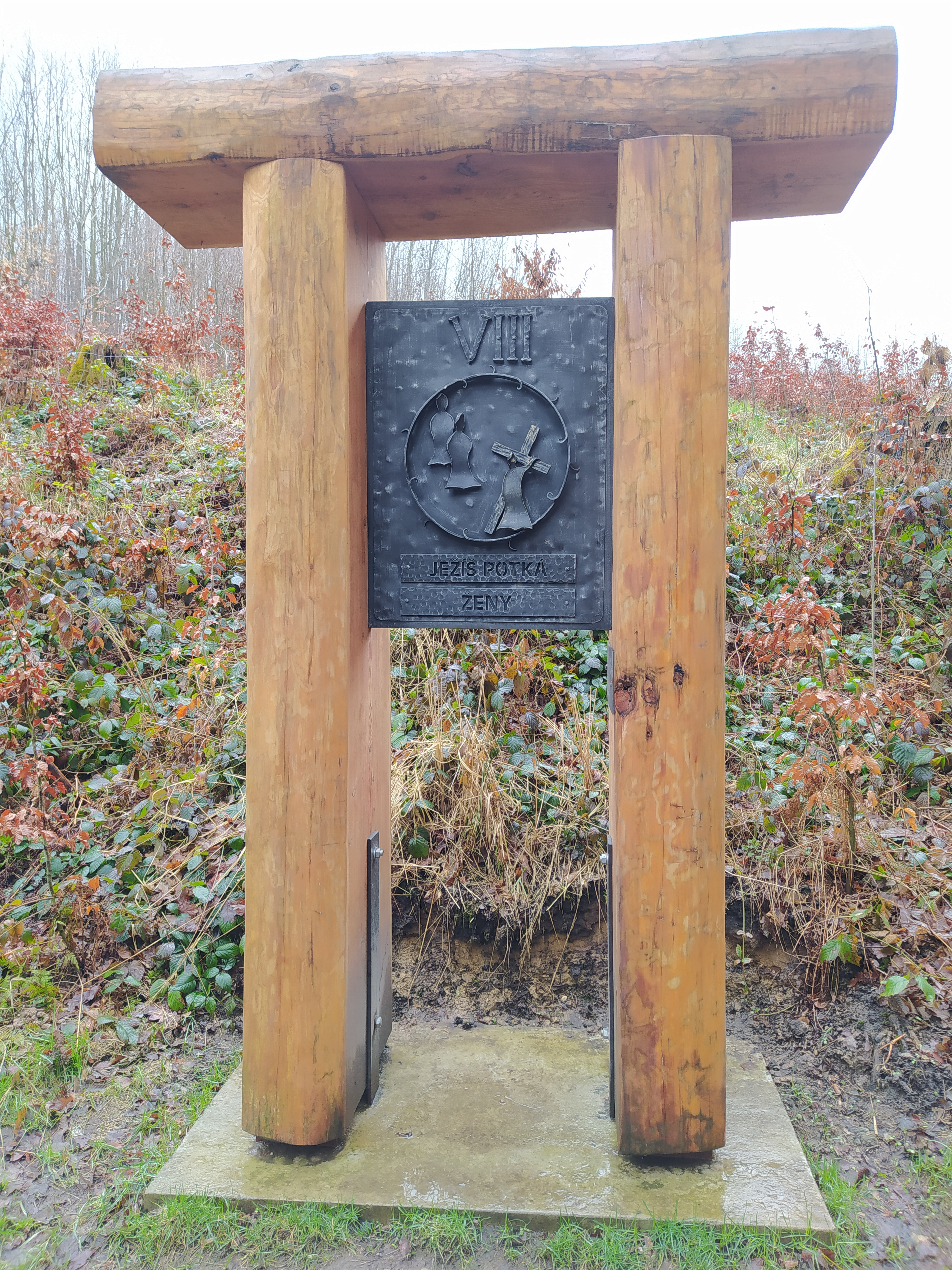
Křížová cesta v Bělském lese
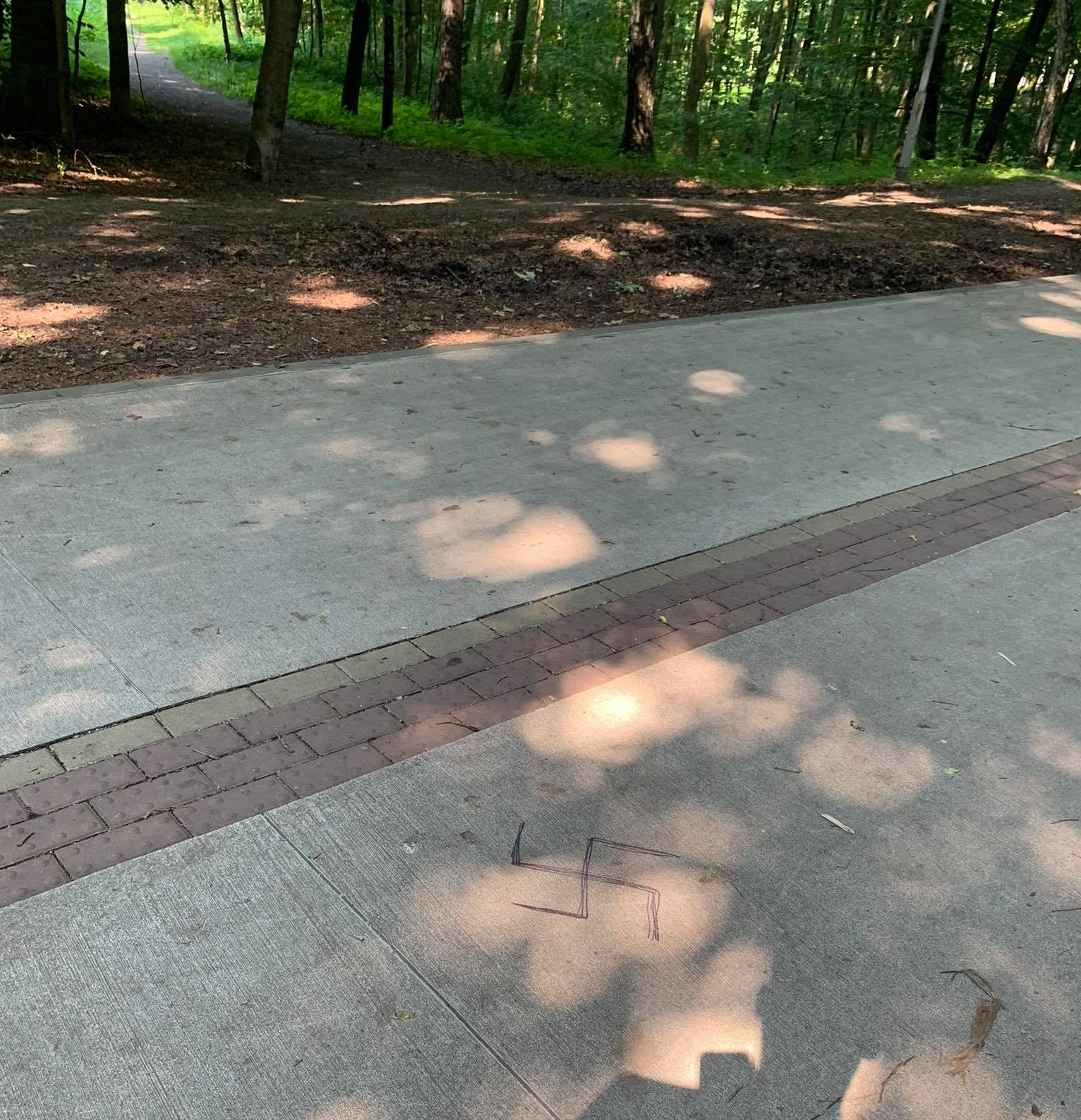
Cyklostezka poškozená vandaly

## Další informace
Jihozápadním směrem od Bělského lesa se nachází kopec Majerovec.